# Рябокінь-Рогоза-Розанів Яків
Я́ків Денисович Рябокі́нь-Рогоза́-Роза́нів (6 жовтня 1895;— † 12 травня 1937) — сотник 1-го Українського полку морської піхоти Армії УНР з 1919 р.

## Біографія
Народився в місті Цибулів, Київщина 6 жовтня 1895 року.
У січні 1918 року навчався у 1-й Української військової школи. У бою під Крутами командував 3-ю сотнею школи.
У 1918 році закінчив Інструкторську школу старшин, у 1919 році в 1-му Гуцульському полку морської піхоти Дієвої Армії УНР. У 1920—1921 роках — у 4-й Київській дивізії.
Під час 1-го Зимового походу захворів на тиф. В 1921-му взяв участь у Другому зимовому поході. Після розгрому рейду ще два роки брав участь у партизанській боротьбі проти більшовиків.
Помер у Польщі 1937 року, похований у православній частині міського цвинтаря «Воля» у Варшаві.